# 聖母子像

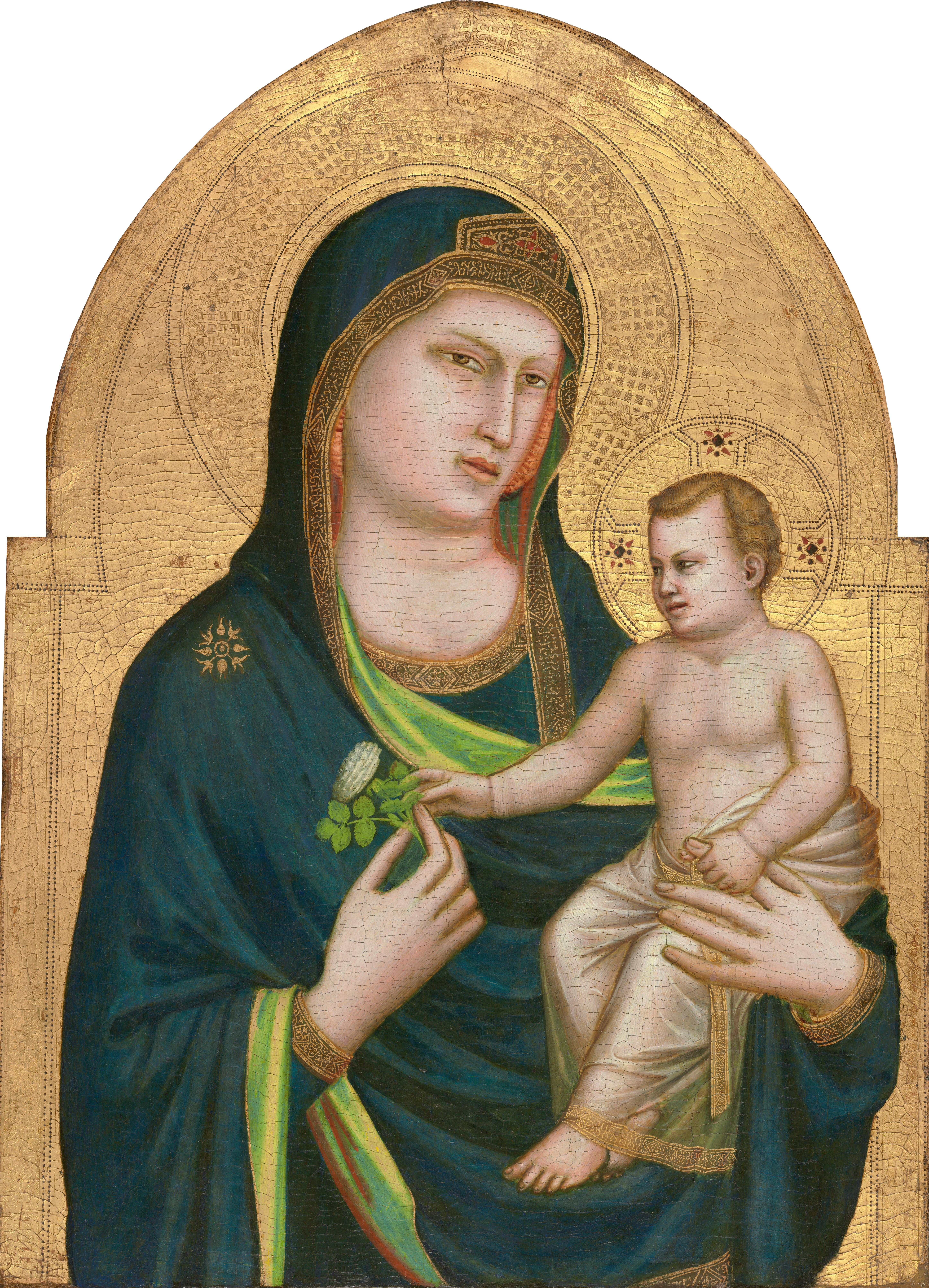
ジョットによる聖母子像（1320年）

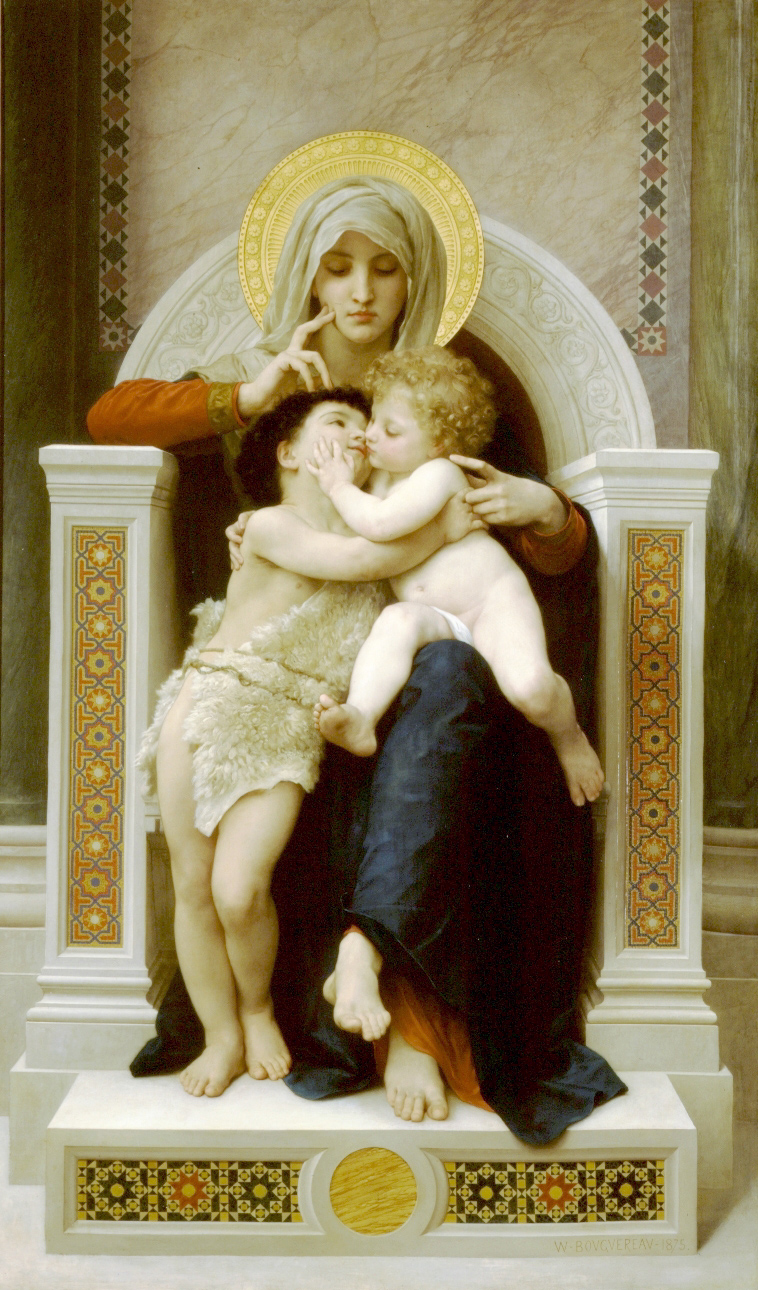
ヨハネもいる聖母子像

聖母子像（せいぼしぞう, 英: Madonna and Child）は、聖母マリアと幼児イエス・キリストを共に描いたキリスト教、特に西方教会の図像をいう。

## 聖母子を描いた画像の類型
- 他の聖人と共に描かれる「聖母子と聖会話」の様式を採ることもある。幼児イエスとともに洗礼者ヨハネも幼児の姿で描き込まれることが多い。
- 養父ヨセフと共に描かれたものは聖家族像となる。
- 聖母マリアが磔刑後のイエスを抱き悲しむ姿はピエタと称される。

### 聖母子像各種
- 荘厳の聖母 (チマブーエ)
- 荘厳の聖母 (オンニサンティの聖母)
- 薔薇垣の聖母
- 聖母子と天使 (ボッティチェッリ)
- エジプトへの逃避 (コレッジョ)
- エジプトへの逃避 (エル・グレコ)
- カルメル山の聖母

## 東方教会における「生神女」
正教会では聖母子像という呼称は用いられない。そもそも生神女マリヤのイコンには一部の例外を除いてイイスス・ハリストス（イエス・キリストの現代ギリシャ語読み）も書き込まれるのがむしろ一般的であって、わざわざ「聖母子」と称する必要性がない。イコンの命名においてももっぱら「生神女」もしくは「神の母」と呼ぶ。